# Dubany
Dubany (deutsch Duban) ist eine Gemeinde in Tschechien. Sie liegt sieben Kilometer südwestlich des Stadtzentrums von Pardubice und gehört zum Okres Pardubice.

## Geographie

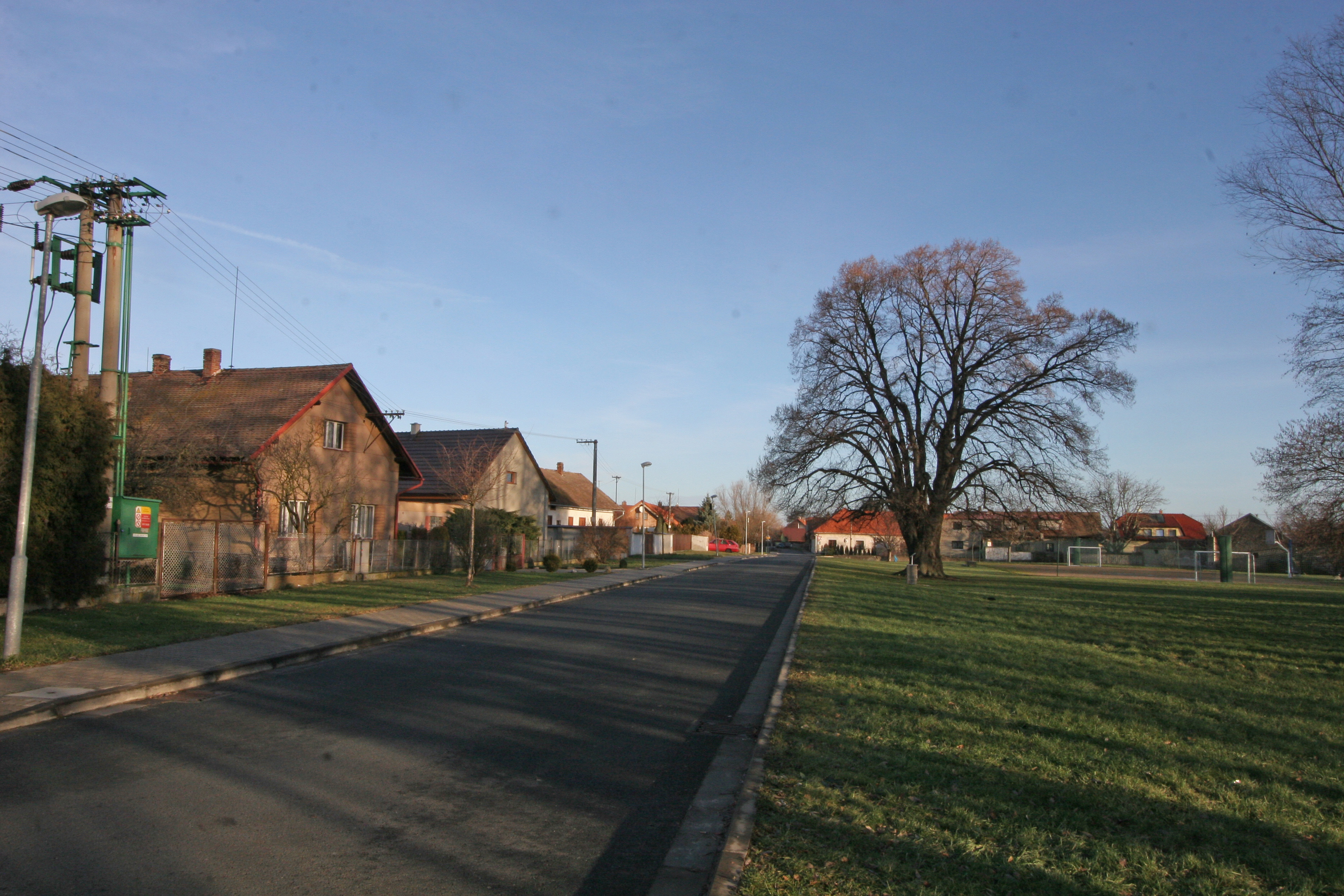
Dorfplatz

Dubany befindet sich am Bach Dubanka auf der Heřmanoměstecká tabule (Hermannstädter Tafel). Drei Kilometer nördlich liegt der Flughafen Pardubice.
Nachbarorte sind Popkovice im Norden, Třebosice im Nordosten, Blato  im Osten, Dřenice im Südosten, Třibřichy und Bylany im Süden, Čepí im Südwesten, Cerhov im Westen sowie Barchov, Hladíkov und Starý Mateřov im Nordwesten.

## Geschichte
Die erste schriftliche Erwähnung von Duban erfolgte am 16. Oktober 1347 in einer Urkunde des Breslauer Bischofs Preczlaw von Pogarell über die Besitztrennung zwischen dem neu errichteten Bistum Leitomischl und dem Leitomischler Domkapitel, in dessen Diensten auch der Priester Johannes de Duban stand. Die Feste Duban war Sitz des Vladikengeschlechts der Dubanek von Duban. Im 16. Jahrhundert erwarben die Herren Trčka von Lípa das Gut Duban und schlugen es 1578 dem Gut Stolany zu. Die Feste wurde später abgebrochen und an ihrer Stelle Wohnhäuser errichtet.
1608 verkaufte Kaiser Rudolf II. das Gut Stolany an Ladislaus Berka von Dubá, der es mit dem Gut Heřmanùv Městec vereinigte. Nach dem Tod des kinderlosen Johann Dietrich Berka von Dubá fiel die Herrschaft Heřmanův Městec mit dem Gut Stolany 1636 dessen Schwester Anna Maria Josephine von Khysl zu. Sie setzte in der Herrschaft mit harter Hand die Rekatholisierung durch. 1661 verkaufte sie die Herrschaft an Johann von Sporck. Nach dem Tod des Johann von Sporck 1679 wurde die Herrschaft 1798 an Philipp Anton von Greiffenclau verkauft; ab 1828 gehörte sie den Fürsten Kinsky.
Im Jahre 1835 bestand das im Chrudimer Kreis gelegene Dorf Duban bzw. Dubany aus 24 Häusern, in denen 138 Menschen lebten. Im Ort gab es einen verpachteten obrigkeitlichen Meierhof und eine Branntweinbrennerei. Pfarrort war Třebositz. Bis zur Mitte des 19. Jahrhunderts blieb Duban der Allodialherrschaft Heřmanmiestetz untertänig.
Nach der Aufhebung der Patrimonialherrschaften war Dubany ab 1849 ein Ortsteil der Gemeinde Dřenice im Gerichtsbezirk Chrudim. Ab 1868 gehörte das Dorf zum politischen Bezirk Chrudim. Dubany löste sich in den 1880er Jahren von Dřenice und bildete eine eigene Gemeinde. 1949 wurde Dubany dem Okres Pardubice-okolí zugeordnet. Im Zuge der Gebietsreform von 1960 kam das Dorf zum Okres Pardubice und wurde nach Starý Mateřov  eingemeindet. Seit dem 24. November 1990 besteht die Gemeinde Dubany wieder.

## Gemeindegliederung
Für die Gemeinde Dubany sind keine Ortsteile ausgewiesen.

## Sehenswürdigkeiten
- Kapelle
- Kreuz auf dem Dorfplatz
- Gedenkstein für die Gefallenen des Ersten Weltkrieges